# 필리냐노
필리냐노(이탈리아어: Filignano)는 이탈리아 몰리세주 이세르니아도의 코무네다. 캄포바소로부터 서쪽 70km 이세르니아 북남서쪽 30km 거리에 있다.